# Cagnes-sur-Mer-Centre (tổng)
Tổng Cagnes-sur-Mer-Centre là một tổng của Pháp. Tổng này nằm ở tỉnh Alpes-Maritimes trong vùng Provence-Alpes-Côte d’Azur.

## Các đơn vị hành chính
Tổng Cagnes-sur-Mer-Centre contient la fraction Centre de la ville de Cagnes-sur-Mer.

## Lịch sử
| Ngày bầu cử | Tên                     | Đảng          | Tư cách                       |
| ----------- | ----------------------- | ------------- | ----------------------------- |
|             |                         |               |                               |
| 1985        | M. H.-A. Audibert       |               |                               |
| 1992        | M. Jean-Antoine Burroni | RPR           |                               |
| 1998        | M. Louis Nègre          | Divers Droite | Thị trưởng của Cagnes-sur-Mer |
| 2004        | M. Louis Nègre          | UMP           | Thị trưởng của Cagnes-sur-Mer |

## Biến động dân số
| 1882                                         | 1926 | 1962 | 1968 | 1975 | 1982 | 1990 | 1999   | 2008  |
|                                              |      |      |      |      |      |      | 24 215 | 48000 |
| -------------------------------------------- | ---- | ---- | ---- | ---- | ---- | ---- | ------ | ----- |
| Số liệu từ năm 1990: Dân số không tính trùng |      |      |      |      |      |      |        |       |